# 山岸寛
山岸 寛（やまぎし ひろし、1941年8月13日- ）は、日本の経済学者。専攻は物流論（海運経済、国際物流）。流通経済大学流通情報学部教授、東京海洋大学名誉教授、日本海運経済学会・副会長。新潟県出身。

## 経歴
- 1971年 早稲田大学大学院商学研究科博士課程単位取得
- 1971年 財団法人山縣記念財団・海事交通文化研究所専任研究員
- 1972年 東京商船大学商船学部専任講師
- 1985年 ウェールズ大学海運学部客員研究員、カリフォルニア大学バークレー校交通工学研究所客員研究員
- 1987年 東京商船大学商船学部教授
- 1995年 中国大連海事大学客員教授
- 1996年 財団法人運輸経済研究機構運輸政策研究所客員研究員（1998年まで）
- 2003年 東京海洋大学海洋工学部教授
- 2005年 流通経済大学流通情報学部教授

## 著書
- 『海上コンテナ物流論』（成山堂書店、2004年）
- 『海運70年史』（山縣記念財団、2014年）

共著
- 『現代交通観光辞典』（創成社、2004年）
- 『交通論』（法学書院、2000年）

## 論文
- 『アジアにおける経済の発達と物流の将来展望』（「海運経済研究」日本海運経済学会、2005年）
- 『国際海運における市場構造の変化と海運助成策の展開』（「船長」、日本船長協会、2000年）
- 『アジアにおける海運と港湾の発達とわが国の物流への対応』（「運輸と経済」、財団法人運輸調査局、2000年）
- 『英国商船隊の戦前水準への回復とその相対的地位』（「海運経済研究」（神戸大学）、1983年）
- 『わが国海運国際収支の実証的研究』（「海事交通研究」（山縣記念財団）、1978年）
- その他140編

## 職務（過去のものを含む）
- 日本海運経済学会・副会長
- 日本交通学会・評議員
- 日本経済学連合会・評議員
- 「政府規制等と競争政策に関する研究会」オブザーバー（公正取引委員会）
- 財団法人 山縣記念財団・理事
- 「新任担当者のための国際物流基礎セミナー」講師（社団法人 日本ロジスティクスシステム協会）
- 日本海運経済学会・名誉会員
- 日本港湾経済学会・評議員
- 日本海運集会所・評議員